# 토머스 딜로렌조

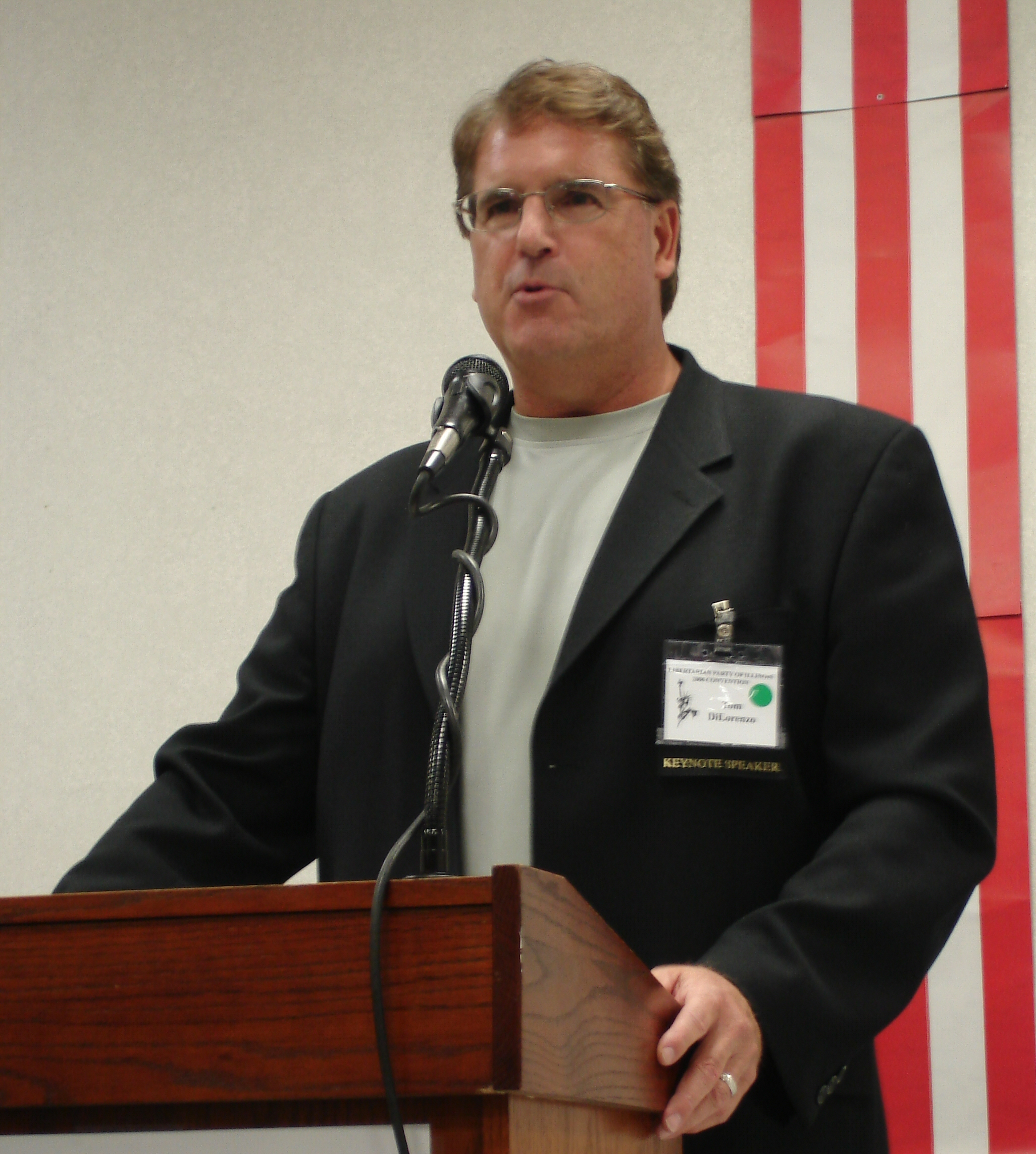
토머스 딜로렌조

토머스 J. 딜로렌조(Thomas J. DiLorenzo, 1954년 8월 8일 ~ )는 미국 메릴랜드 로욜라 대학교의 경제학 교수이다. 딜로렌조는 링컨을 혹독히 비판한 《링컨의 진실-패권주의, 위대한 해방자의 정치적 초상》, 《가면을 벗긴 링컨》의 저자로 잘 알려져 있다.